# Maria Artini
Maria Artini (* 1894 in Mailand; † 2. August 1951) war eine italienische Ingenieurin.  Sie war 1918 die zweite Absolventin am Polytechnikum Mailand und die erste Absolventin der Elektrotechnik in Italien.

## Leben und Werk
Artini war die Tochter von Ettore Artini, Professor für Mineralogie am Polytechnikum und Direktor des Museo Civico di Storia Naturale di Milano. Sie besuchte das Technische Institut „Carlo Cattaneo“, das damals als Avantgarde-Schule galt und offen für den Unterricht in fremden Sprachen und Kulturen war. Artini schrieb sich im Studienjahr 1912/1913 an der Fakultät für Elektrotechnik des Polytechnikums Mailand ein. In den ersten Jahren ihres Studiums war sie eine Kommilitonin von Carlo Emilio Gadda. 1918 schloss sie ihr Studium als zweite Frau nach Gaetanina Calvi am Polytechnikum ab.
Unmittelbar nach ihrem Abschluss wurde sie von der Società Officine Ing. Giampiero Clerici e C. in Mailand eingestellt. Nach einem Jahr wechselte sie 1919 zum Energieversorger Edison. Artini wirkte an der Planung und dem Bau der ersten Hochspannungsleitung (130 kV) des Landes in der Region Brugherio-Parma mit. Von 1936 bis 1946 leitete und organisierte sie das Statistikbüro von Edison. Anschließend befasste sie sich wieder mit Hochspannungsleitungen, dem neuen 220- und 250-kW-Netz.
Ende der 1940er-Jahre förderte sie gemeinsam mit anderen Absolventinnen der Ingenieurwissenschaften und der Architektur die Gründung einer Gruppe von Frauen. Sie organisierte eine Reihe von Treffen mit ihren Mailänder und Turiner Kolleginnen, starb jedoch vorzeitig, bevor sie ihr Projekt verwirklichen konnte. Emma Strada führte das ursprüngliche Projekt von Maria Artini weiter, indem sie 1957 die AIDIA (Italienische Vereinigung von Ingenieurinnen und Architekten) gründete.
Artini war mit Leonardo Maggi verheiratet, einem Wohltäter des Instituts für Blinde in Mailand. 1951 starb sie im Alter von 57 Jahren.